# Hypoplectrus
Hypoplectrus là một chi cá biển thuộc phân họ Serraninae nằm trong họ Cá mú. Tất cả các loài trong chi này đều được tìm thấy ở biển Caribe và vịnh Mexico (phía tây bắc Đại Tây Dương). Tên gọi chung của các loài cá thuộc chi Hypoplectrus trong tiếng Anh là hamlet.

## Các loài
Có tất cả 18 loài được ghi nhận trong chi này:
- Hypoplectrus aberrans Poey, 1868
- Hypoplectrus atlahua Tavera & Acero, 2013[3]
- Hypoplectrus castroaguirrei Del Moral Flores, Tello-Musi & Martínez-Pérez, 2012[4]
- Hypoplectrus chlorurus (Cuvier, 1828)
- Hypoplectrus ecosur Victor, 2012[5]
- Hypoplectrus floridae Victor, 2012[5]
- Hypoplectrus gemma Goode & Bean, 1882
- Hypoplectrus gummigutta (Poey, 1851)
- Hypoplectrus guttavarius (Poey, 1852)
- Hypoplectrus indigo (Poey, 1851)
- Hypoplectrus liberte Victor & Marks, 2018[6]
- Hypoplectrus maculiferus Poey, 1871
- Hypoplectrus maya Lobel, 2011[7]
- Hypoplectrus nigricans (Poey, 1852)
- Hypoplectrus providencianus Acero & Garzón-Ferreira, 1994
- Hypoplectrus puella (Cuvier, 1828)
- Hypoplectrus randallorum Lobel, 2011[7]
- Hypoplectrus unicolor (Walbaum, 1792)